# Shorinkan
Shorinkan (em japonês:  小林館) é uma vertente da escola Kobayashi-ryu, de caratê, que foi fundada por Shugoro Nakazato, o qual foi aluno directo do mestre Choshin Chibana. Depois do passamento do mestre Chibana, Nakazato assumiu foi designado o segundo na liderança, mas abdicou e fundou sua própria linhagem.